# Pernambucanas
Pernambucanas es una red minorista brasileña fundada el 25 de septiembre de 1908 en la ciudad de Recife, Pernambuco, por el sueco Herman Theodor Lundgren, que había adquirido poco tiempo antes de morir una unidad de producción textil, la Compañía de Tejidos Paulista (en portugués: Companhia de Tecidos Paulista), en el municipio de Paulista, Región Metropolitana de Recife.

## Historia

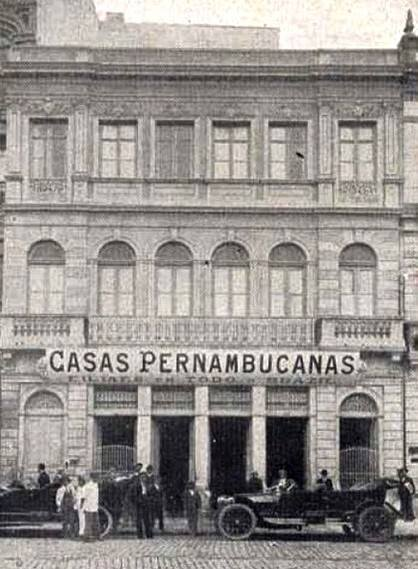
Casas Pernambucanas en Largo da Sé, São Paulo, en 1915.

En 1910 fue inaugurada la tienda en la Praça da Sé, São Paulo. En 1962 se hizo famoso el filme de propaganda: ¿Quién golpea? Es el frío! No sirve de golpe, no lo dejo entrar. En 1970 era la mayor red de tiendas de Brasil. En el siglo XXI diversificó sus productos, que además de tejidos y ropas ofrece electrodomésticos, informática y similares.
A pesar de llamarse "Pernambucanas", remitiendo al estado donde el inmigrante sueco se estableció al llegar al país y donde aún viven muchos de sus descendientes, la red no posee tiendas en Pernambuco desde la década de 1980. La empresa en su auge en la auge en la década de 1970 llegó a tener más de 700 tiendas —incluidas las tiendas departamentales Muricy, fundadas en 1976 y absorbidas por Pernambucanas en 1998— pero tras una disputa entre los herederos en las décadas de 1970 a 1990, las operaciones de Pernambuco y de Ceará desaparecieron y los negocios en Río de Janeiro fueron a la quiebra (Lundgren Irmãos Tecidos Indústria e Comércio S/A); sólo Arthur Lundgren Tecidos, con operaciones en São Paulo, prosperó y hoy compite con las grandes marcas del segmento de venta minorista en el país.
Con una facturación de 6 mil millones de reales en 2013, es la mayor minorista de vestuario de Brasil.
Hoy, después de cien años de su fundación, está presente en sólo siete estados —Sao Paulo, Goiás, Mato Grosso, Minas Gerais, Mato Grosso do Sul, Paraná, Santa Catarina y Distrito Federal—, con más de 17 mil colaboradores y 316 tiendas por país. Cuenta con un único centro de distribución en Araçariguama (São Paulo), una oficina central y una central de relaciones con el cliente, ambos en São Paulo.
Con un modelo de negocio diferenciado en Brasil, anclado en cuatro categorías diferentes —hogar-textil (cama, mesa, baño, alfombras y cortinas); vestuario (femenino, masculino, infantojuvenil, lencería, calzado y accesorios); electro (electroelectrónicos, electro-portátil, electrodomésticos, telefonía e informática); productos y servicios financieros (préstamos, seguros y garantías extendidas)—, Pernambucanas presenta un concepto de tienda completa para la familia brasileña.
Pernambucanas también posee marcas propias: Anik, Flobelle, Baila e Greta, para la sección hogar-textil; y Vanguard, Argonaut, Norton, Anne Claude y Giardino para vestuario. Además, un equipo de 15 estilistas identifica tendencias de moda, adecuando tejidos y diseños de los segmentos hogar-textil y vestuario al perfil de los consumidores para las colecciones otoño/invierno y primavera/verano.
Tal implicación con el universo de la moda también puede ser comprobado por el concurso Faces, que la empresa promueve en sociedad con la agencia Ford Models. Realizado en varias etapas a lo largo del año, el concurso selecciona a jóvenes de 14 a 25 años para ingresar en la carrera de modelo y maniquí.